# Adam Bock

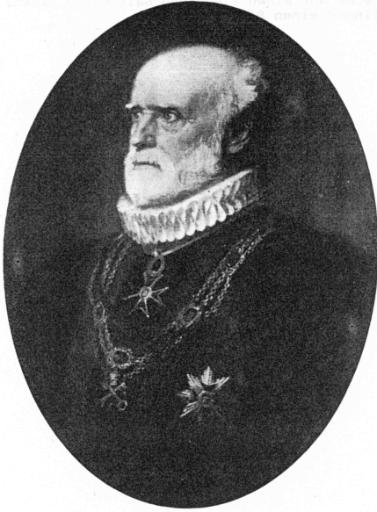
Adam Bock

Adam Bock (1832–1912). Photographie von Leopold Haase & Comp., Berlin um 1874

Adam Bock (* 21. November 1832 in Aachen; † 1. November 1912 in Aachen) war ein deutscher Politiker der Deutschen Zentrumspartei und Mitglied des Reichstages.

## Leben
Bock besuchte bis 1851 das Gymnasium in Aachen und studierte anschließend Rechtswissenschaften und Staatswissenschaften in Bonn und Heidelberg. Er promovierte in Heidelberg zum Dr. jur. Bis 1866 war er als Jurist am Landgericht Aachen tätig. Danach war er kurzzeitig bei den Regierungen in Aachen und Potsdam beschäftigt. Die Karriere als Verwaltungsbeamter brach Bock dann aber ab und widmete sich erfolgreich der Bewirtschaftung eines Landgutes. Nach seinem Tod vermachte er sein Vermögen der Stadt Aachen.
Er war von 1878 bis 1898 Mitglied des Preußischen Abgeordnetenhauses für den Wahlkreis Aachen 2 (Eupen, Stadt- und Landkreis Aachen).
Im Jahr 1867 wurde er in den Reichstag des Norddeutschen Bundes und 1871 bis 1897 in den Reichstag gewählt. Dorthin wurde er im Wahlkreis Regierungsbezirk Aachen 2 (Landkreis Aachen-Eupen) gewählt. Im Reichstag war er Mitbegründer der Zentrumsfraktion.
Bock war ab 1870 Päpstlicher Geheimkämmerer. Wegen seiner Verdienste um seine Heimatstadt wurde er als Ehrenbürger von Aachen geehrt. Adam Bock war Mitbegründer des Palästinavereins der Deutschen Katholiken. Weiterhin war Bock Vorstandsmitglied des Deutschen Vereins vom Heiligen Land.
Er machte sich um die Förderung der Kunst in Aachen verdient.
Sein von Friedrich August von Kaulbach gemaltes Porträt, das ihn als päpstlichen Geheimkämmerer und mit dem Gregoriusorden darstellt und sich zuletzt im Besitz des Aachener Suermondt-Ludwig-Museums befand, ist seit dem Ende des Zweiten Weltkriegs verschollen.